# Сулейманов, Султан Сулейманович
Султан Сулейманович Сулейманов (28 июля 1997, Касумкент, Сулейман-Стальский район, Дагестан, Россия — 20 ноября 2024, Украина) — российский военнослужащий, участник российского вторжения на Украину с 2022 года. Герой Российской Федерации (посмертно, 2025). Подполковник.

## Биография
Является уроженцем села Касумкент Сулейман-Стальского района Дагестана. После окончания школы уехал в Москву, поступил в Суворовское военное училище, который окончил с отличием. После окончания училища, был направлен на службу в Южно-Сахалинска. Командовал 39-й отдельной гвардейской мотострелковой бригада. В 2022 году отправился на Украину в звании майора, где он командовал штурмовым отрядом. 19 ноября 2024 года ему было присвоено звание подполковник. На следующий день 20 ноября 2024 года он погиб. 25 июня 2025 года Глава Республики Дагестан Сергей Меликов в своём Telegram-канале сообщил, что Сулейманов был посмертно удостоен звания Героя Российской Федерации, оно было присвоено двумя днями ранее 23 июня 2025 года. 17 июля 2025 года в Махачкале, в «Доме дружбы» Глава Дагестана Сергей Меликов и заместитель командующего Южным военным округом генерал-лейтенант Владимир Кочетков, на торжественной церемонии передали медаль «Золотая Звезда» Героя России родителям Султана Сулейманова.

## Личная жизнь
По национальности — лезгин. Отца зовут Сулейман Султангамидович, а мать — Фаиза Мирзебалаевна.

## Награды и звания
- Герой Российской Федерации (посмертно, 2025);
- Орден Мужества;
- Медаль «За отвагу».
- Орден «За заслуги перед Отечеством» II и I степени;
- Медаль «За боевые отличия»;
- Народный герой Дагестана;

## Память
- В родовом селе Сулейманова — в селе Касумкент Сулейман-Стальского района будет установлена мемориальная доска, также его именем назовут улицу[8].